# Гимнастика на летней Универсиаде 2011
Соревнования по гимнастике на летней Универсиаде 2011 прошли с 13 по 22 августа 2011 года в Шэньчжэне (Китай). Гимнасты состязались в трёх видах: спортивная и художественная гимнастика, аэробика.

## Общий медальный зачёт
| Место | Страна           | Золото | Серебро | Бронза | Всего |
| ----- | ---------------- | ------ | ------- | ------ | ----- |
| 1     | Китай            | 11     | 3       | 3      | 17    |
| 2     | Россия           | 6      | 11      | 4      | 21    |
| 3     | Япония           | 4      | 5       | 6      | 15    |
| 4     | Румыния          | 3      | 2       | 4      | 9     |
| 5     | Республика Корея | 2      | 0       | 2      | 4     |
| 6     | Украина          | 1      | 3       | 2      | 6     |
| 7     | Австралия        | 1      | 0       | 0      | 1     |
| 8     | Бразилия         | 1      | 0       | 0      | 1     |
| 9     | Канада           | 0      | 1       | 1      | 2     |
| 10    | Азербайджан      | 0      | 1       | 0      | 1     |
| 10    | Бельгия          | 0      | 1       | 0      | 1     |
| 10    | Франция          | 0      | 1       | 0      | 1     |
| 13    | Беларусь         | 0      | 0       | 3      | 3     |
| 14    | Китайский Тайбэй | 0      | 0       | 1      | 1     |
| 14    | Гонконг          | 0      | 0       | 1      | 1     |
| 14    | Италия           | 0      | 0       | 1      | 1     |
| Всего | Всего            | 29     | 28      | 28     | 85    |

### Спортивная гимнастика
Состязания по спортивной гимнастике прошли с 13 по 16 августа 2011 года, где было разыграно 14 комплектов наград.

#### Мужчины
| Дисциплина                | Золото                                                                       | Серебро                                                     | Бронза                                                                          |
| ------------------------- | ---------------------------------------------------------------------------- | ----------------------------------------------------------- | ------------------------------------------------------------------------------- |
| Командное многоборье      | Япония Хироки Исикава Рюдзо Сэдзима Ёдай Ходзё Масаёси Ямамото Сёити Ямамото | Китай Ван Гуаньин Лю Жунбин Чэн Жань Чэнь Сюэчжан Ян Шэнчао | Румыния Мариус Бербекар Овидиу Буйдосо Кристиан Бэцагэ Влад Котунэ Флавиус Коци |
| Индивидуальное многоборье | Николай Куксенков Украина                                                    | Сёити Ямамото Япония                                        | Натан Гафюк Канада                                                              |
| Вольные упражнения        | Флавиус Коци Румыния                                                         | Рюдзо Сэдзима Япония                                        | Сёити Ямамото Япония                                                            |
| Конь-махи                 | Прашант Селлатурай Австралия                                                 | Донна-Донни Трёйенс Бельгия                                 | Флавиус Коци Румыния                                                            |
| Кольца                    | Артур Занетти Бразилия                                                       | Самир Аит Саид Франция                                      | Чэнь Чжию Тайвань                                                               |
| Опорный прыжок            | Флавиус Коци Румыния                                                         | Натан Гафюк Канада                                          | Чэн Жань Китай                                                                  |
| Параллельные брусья       | Ван Гуаньин Китай                                                            | Мариус Бербекар Румыния Лю Жунбин Китай                     |                                                                                 |
| Перекладина               | Чэнь Сюэчжан Китай                                                           | Николай Куксенков Украина                                   | Хироки Исикава Япония                                                           |

#### Женщины
| Дисциплина                | Золото                                                            | Серебро                                                                                      | Бронза                                                                               |
| ------------------------- | ----------------------------------------------------------------- | -------------------------------------------------------------------------------------------- | ------------------------------------------------------------------------------------ |
| Командное многоборье      | Япония Maй Ямагиси Юма Иманиси Ю Минобэ Кёко Осима Кэйко Мукумото | Украина Яна Демьянчук Марина Костюченко Ангелина Кислая Анастасия Коваль Валентина Голенкова | Россия Ирина Сазонова Юлия Ложечко Екатерина Скородумова Анна Мыздрикова Алёна Полян |
| Индивидуальное многоборье | Сяо Канцзюнь Китай                                                | Maй Ямагиси Япония                                                                           | Алёна Полян Россия                                                                   |
| Опорный прыжок            | Чо Хёнджу Корея                                                   | Анна Мыздрикова Россия                                                                       | Алёна Полян Россия Энджел Хуан Сяоин (Вонг Хюйинг) Гонконг                           |
| Разновысокие брусья       | Ю Минобэ Япония                                                   | Maй Ямагиси Япония                                                                           | Ангелина Кислая Украина                                                              |
| Бревно                    | Ю Минобэ Япония                                                   | Гуань Вэньли Китай                                                                           | Maй Ямагиси Япония                                                                   |
| Вольные упражнения        | Алёна Полян Россия                                                | Кэйко Мукумото Япония                                                                        | Сяо Канцзюнь Китай                                                                   |

### Художественная гимнастика
Состязания по художественной гимнастике прошли с 20 по 22 августа 2011 года, где было разыграно 8 комплектов наград.

#### Медалисты в художественной гимнастике
| Дисциплина                                           | Золото                                                      | Золото  | Серебро | Серебро | Бронза                                                                                     | Бронза  |
| ---------------------------------------------------- | ----------------------------------------------------------- | ------- | --- | ------- | ------------------------------------------------------------------------------------------ | ------- |
| Индивидуальное многоборье Отчёт (недоступная ссылка) | Евгения Канаева Россия                                      | 115,250 | Дарья Дмитриева Россия                                                                                      | 111,875 | Любовь Черкашина Беларусь                                                                  | 109,700 |
| Обруч                                                | Евгения Канаева Россия                                      | 29,150  | Алина Максименко Украина                                                                                    | 28,100  | Дэн Сэньюэ Китай                                                                           | 27,050  |
| Мяч                                                  | Евгения Канаева Россия                                      | 29,200  | Дарья Дмитриева Россия                                                                                      | 28,400  | Любовь Черкашина Беларусь                                                                  | 28,200  |
| Булавы                                               | Евгения Канаева Россия                                      | 29,200  | Алия Гараева Азербайджан                                                                                    | 27,725  | Алина Максименко Украина                                                                   | 27,375  |
| Лента                                                | Дарья Дмитриева Россия                                      | 28,600  | Евгения Канаева Россия                                                                                      | 28, 575 | Любовь Черкашина Беларусь                                                                  | 28,200  |
| Групповое многоборье Отчёт (недоступная ссылка)      | Китай Ван Сюэ Ван Юйтин Лю Шу Ма Цяньхуэй У Мэнжань Цзоу Ле | 52,750  | Россия Александра Елютина Маргарита Гончарова Юлия Гурьянова Дарья Кувшинова Анна Ломан Александра Макарова | 51,525  | Япония Юрие Акаси Саори Инагаки Мотои Касахара Юрика Куримото Кахо Окамото Касуми Сакихама | 49,750  |
| Групповое многоборье (5 мячей)                       | Китай Ван Сюэ Ван Юйтин Лю Шу Ма Цяньхуэй У Мэнжань Цзоу Ле | 26,950  | Россия Александра Елютина Маргарита Гончарова Юлия Гурьянова Дарья Кувшинова Анна Ломан Александра Макарова | 26,925  | Япония Юрие Акаси Саори Инагаки Мотои Касахара Юрика Куримото Кахо Окамото Касуми Сакихама | 25,875  |
| Групповое многоборье (3 ленты + 2 обруча)            | Китай Ван Сюэ Ван Юйтин Лю Шу Ма Цяньхуэй У Мэнжань Цзоу Ле | 27,100  | Россия Александра Елютина Маргарита Гончарова Юлия Гурьянова Дарья Кувшинова Анна Ломан Александра Макарова | 26,900  | Япония Юрие Акаси Саори Инагаки Мотои Касахара Юрика Куримото Кахо Окамото Касуми Сакихама |         |

### Аэробика
Состязания по аэробике прошли с 20 по 22 августа 2011 года, где было разыграно 6 комплектов наград.

#### Медалисты в аэробике
| Дисциплина                                      | Золото | Серебро | Бронза |
| ----------------------------------------------- | --- | --- | --- |
| Смешанные пары Отчёт (недоступная ссылка)       | КНР Хуан Цзиньсюань Тао Лэ | Россия Евгения Кудымова Максим Гринин | Италия Джулия Бьянки Эмануэле Пальюка |
| Трио Отчёт (недоступная ссылка)                 | Республика Корея · Ким Гён Тхэк · Ли Кюн Хо · Рю Джу Сон                                                                         | Россия · Александр Кондратичев · Кирилл Лобазнюк · Игорь Трушков | Румыния · Мирча Замфир · Валентин Мавродиняну · Петру Пориме-Толан                                                                               |
| Группа Отчёт (недоступная ссылка)               | Китай · Ван Цзычжо · Ли Лянфа · Лю Тяньбо · Лю Чао · Тао Лэ · Чэ Лэй                                                             | Россия · Данил Чаюн · Гарсеван Джаназян · Валерий Гусев · Александр Кондратичев · Кирилл Лобазнюк · Игорь Трушков                                                                    | Румыния · Андрея Богати · Мирча Замфир · Лаура-Андрея Кристаке · Анка-Клаудия Сурду · Петру Пориме-Толан                                         |
| Аэро-танцы Отчёт (недоступная ссылка)           | Китай · Ван Ян · Линь Цзиньсюань · Лю Чао · Тао Лэ · Хуан Цзиньсюань · Цзоу Цинь · Чжао Сытун · Чжэн Цзыя · Чэ Лэй · Шоу Миньчао | Румыния · Андрея Богати · Мирча Замфир · Лаура-Андрея Кристаке · Валентин Мавродиняну · Анка-Клаудия Сурду · Петру Пориме-Толан                                                      | Республика Корея · Ким Ён Со · Ким Сун Хо · Ли Кюн Хо · Ли Чон Ку · Рю Джу Сон · Сон Сун Гю · Хван Ын Чхан · Юн Кван Сок · Юн Тэ Хи · Юн Чан Иль |
| Аэро-стэп Отчёт (недоступная ссылка)            | Китай · Ван Ян · Линь Цзиньсюань · Сюй Фань · Хуан Цзиньсюань · Цзоу Цинь · Цяо Даянь · Чжао Сытун · Чжэн Цзыя · Шоу Миньчао     | Россия · Полина Амосёнок · Максим Гринин · Ольга Кислухина · Вероника Корнева · Анжела Короткова · Евгения Кудымова · Кирилл Лобазнюк · Дмитрий Сафонов · Данил Чаюн · Денис Шурупов | Республика Корея · Ким Чи Унь · Ли Са Лан · Сим Ми Хён · Син Хён Гён · Чо Е Рань · Чхве Ха Ныль                                                  |
| Командное первенство Отчёт (недоступная ссылка) | Китай · Румыния | Не присуждалась | Россия |

## Ссылка
- Турнир по спортивной гимнастике на сайте Универсиады 2011 (англ.)
- Турнир по художественной гимнастике на сайте Универсиады 2011 (англ.)
- Турнир по аэробике на сайте Универсиады 2011 (англ.)